# Бен-Ейвон-Гайтс (Пенсільванія)
Бен-Ейвон-Гайтс (англ. Ben Avon Heights) — місто (англ. borough) в США, в окрузі Аллегені штату Пенсільванія. Населення — 400 осіб (2020).

## Географія
Бен-Ейвон-Гайтс розташований за координатами 40°30′45″ пн. ш. 80°4′23″ зх. д. / 40.51250° пн. ш. 80.07306° зх. д. (40.512542, -80.073087).  За даними Бюро перепису населення США в 2010 році місто мало площу 0,45 км², уся площа — суходіл.

## Демографія
Згідно з переписом 2010 року, у селищі мешкала 371 особа в 132 домогосподарствах у складі 103 родин. Густота населення становила 826 осіб/км².  Було 137 помешкань (305/км²).
Расовий склад населення:
| - 97,8 % — білих - 0,3 % — чорних або афроамериканців - 0,3 % — азіатів |

До двох чи більше рас належало 1,6 %. Частка іспаномовних становила 0,8 % від усіх жителів.
За віковим діапазоном населення розподілялося таким чином: 29,1 % — особи молодші 18 років, 58,0 % — особи у віці 18—64 років, 12,9 % — особи у віці 65 років та старші. Медіана віку мешканця становила 43,8 року. На 100 осіб жіночої статі у селищі припадало 89,3 чоловіків;  на 100 жінок у віці від 18 років та старших — 90,6 чоловіків також старших 18 років.
Середній дохід на одне домашнє господарство  становив 177 971 долар США (медіана — 151 250), а середній дохід на одну сім'ю — 193 136 доларів (медіана — 162 500). Медіана доходів становила 122 917 доларів для чоловіків та 93 750 доларів для жінок. За межею бідності перебувало 2,5 % осіб, у тому числі 0,0 % дітей у віці до 18 років та 8,0 % осіб у віці 65 років та старших.
Цивільне працевлаштоване населення становило 190 осіб. Основні галузі зайнятості: освіта, охорона здоров'я та соціальна допомога — 36,3 %, науковці, спеціалісти, менеджери — 25,3 %, роздрібна торгівля — 8,9 %, виробництво — 6,3 %.